# Assises nationales des États généraux du Canada français de 1967
Les Assises nationales des États généraux du Canada français de 1967 constituent la deuxième d'une série de trois grandes réunions de délégués du peuple canadien-français. Elles se tiennent du 23 au 26 novembre à la Place des Arts de Montréal (Québec, Canada).

## Préparation
La préparation des Assises nationales de 1967 débute dès après la conclusion des Assises préliminaires en novembre 1966. Les États généraux lancent une souscription pour amasser une somme de 300 000 $ CAD, tel que décrété lors des Assises préliminaires. Cet argent doit servir à organiser les élections, défrayer les coûts de déplacement de la délégation des autres provinces, payer le salaire de 12 employés, location de salles, publicité, frais de bureau (papier, timbres, polycopie), etc.
Dans un article du numéro de décembre 1966 de L'Action nationale, les organisateurs font connaître leur position constitutionnelle en réponse au moulin à rumeurs qui s'était activé depuis un an. Ils doivent entre autres se défendre d'être « séparatistes ».

## Participants
Les participants aux Assises nationales de 1967 appartiennent à deux ensembles : les délégués et les observateurs. Les premiers sont au nombre de 1623 et les deuxièmes 436 pour un total de 2059 participants. Les membres de la délégation se subdivisent à leur tour en trois groupes : la délégation territoriale, la délégation des associations et la délégation d'outre-frontières.
Délégation territoriale
Le 16 avril 1967, 1 620 délégués, 15 dans chacun des 108 circonscriptions électorales du Québec, sont élus par quelque 17 000 représentants d'associations de citoyens et autres institutions. Ils constituent la délégation territoriale. 79 % des 17 000 membres qui ont le droit de vote participent à l'exercice et la représentation est donc jugée valide. Lors des Assises préliminaires en novembre, l'organisation enregistre la présence de 1075 délégués territoriaux plus 17 suppléants, ce qui représente 68 % des élus. La moyenne d'âge est de 41 ans.
Délégation des associations
549 associations ou institutions canadiennes-françaises ont été invitées à nommer un délégué aux Assises. 261 délégués sont nommés et 167 se présentent aux Assises.  
Délégation d'outre-frontières
Les délégués représentant les groupes minoritaires canadiens-français ou acadiens sont au nombre de 430. Ceux-ci représentent 17 % de la population francophone du Canada et sont regroupés en trois régions : l'Ontario qui a droit à 210 délégués en envoie 188, l'Acadie (ou les provinces maritimes) en envoie 85 sur 124 délégués et l'Ouest canadien 91 sur 96. Il y a donc au total 364 délégués représentant les francophones du Canada hors Québec. Les minorités francophones des États-Unis ne sont pas représentées, mais on les retrouve en nombre important parmi les observateurs.
Observateurs
491 laissez-passer d'observateur sont émis par les États généraux. 437 personnes s'en prévalent. Parmi les observateurs, on dénombre quatre diplomates (trois consuls de France et un ambassadeur du Rwanda), 11 députés, sept hauts fonctionnaires, 11 délégués d'institutions franco-américaines et un délégué de Belgique, 23 universitaires et conseillers, 66 représentants d'associations ou d'institutions diverses, 177 observateurs individuels, et 92 représentants de la presse écrite.

## Déroulement
Avant l'ouverture des Assises nationales, la délégation reçoit des « documents de base » et « documents de travail » préparés par la Commission générale à partir des résultats des Assises préliminaires. Selon la Commission générale, l'intention derrière ces documents plutôt techniques est de « poser sur des bases réalistes et raisonnées » les problèmes particuliers du Canada français tout en restant accessible au public. On cherche par là à orienter la discussion de sorte qu'elle ne produise pas « des dialogues de sourds qui tournent à la foire d'empoigne ou à l'engueulade » qui ne manquent pas de se produire lorsque s'affrontent les options constitutionnelles qui se présentent aux Canadiens français. Toujours selon la commission générale, ces options sont le statu quo, le fédéralisme coopératif, le statut particulier, les États associés, ou la souveraineté complète.
Au cours de la séance d'ouverture du 23 novembre, l'assemblée générale entend la prière liminaire de Mgr Paul Grégoire, un discours du Maire de Montréal Jean Drapeau, un hommage posthume à Lionel Groulx présenté par le directeur général des États généraux Rosaire Morin, puis finalement un discours de Jacques-Yvan Morin, président général de la Commission d'organisation. Le premier ministre du Québec, Daniel Johnson, et le chef de l'opposition, Jean Lesage, ont chacun fait parvenir un message. Les délégués adoptent ensuite les règlements et procédures des Assises nationales qui comportent six « projets techniques », soit :
- 1) la procédure régissant les groupes d'études,
- 2) la procédure des ateliers de travail (groupes de révision),
- 3) la procédure des assemblées générales,
- 4) le mécanisme de vote,
- 5) l'élection de la Commission générale
- 6) l'ordre du jour ou le programme des Assises[9].

Les travaux des assises s'effectuent sur la base de 255 équipes composées de huit délégués qui participent à 17 groupes d'études. La matière à l'étude par les États généraux est regroupée à l'intérieur de quatre ateliers (culturel, social, économique, politique) qui traitent de quatre questions chacun, sauf l'atelier économique qui en traite cinq.
| Atelier culturel (A) | Atelier social (B) | Atelier économique (C) | Atelier politique (D) |
| --- | --- | --- | --- |
| - A-1) L'enseignement et la recherche - A-2) le statut de la langue française - A-3) la radio et la radiodiffusion - A-4) les relations entre Canadiens français | - B-1) La législation sur le travail - B-2) le peuplement et l'immigration - B-3) la sécurité sociale et la santé - B-4) la famille et la politique familiale | - C-1) La législation financière et commerciale - C-2) la politique fiscale - C-3) le développement économique par la planification - C-4) la politique agricole - C-5) la monnaie et la banque | - D-1) L'arbitrage constitutionnel et l'organisation pénale - D-2) l'intégrité du territoire québécois - D-3) les pouvoirs indéfiniment extensibles - D-4) les relations internationales |

Après avoir exprimé leurs opinions sur les questions du document de travail qu'ils ont choisies, les équipes se réunissent au sein de leur groupe d'étude pour voter sur les opinions exprimées et formuler deux avant-projets de résolutions, l'un se rapportant au Québec, l'autre aux minorités hors Québec (à l'intérieur de la fédération canadienne).
Les avant-projets de résolutions sont ensuite soumis à cinq groupes de révision (nuances, interrogation, amplification, opposition et appui). Les membres des groupes d'étude sont joints à un groupe de révision par tirage au sort. Après cette phase de révision, les projets de résolutions finaux sont soumis au vote de l'assemblée des délégués qui se réunissent au cours de six séances plénières. Le vote se fait sur la base des quatre régions représentées aux États généraux (Québec, Ontario, Acadie, et Ouest canadien).

## Résolutions
Comme premier point à l'ordre du jour des Assises, le 24 novembre, M. François-Albert Angers prononce un discours intitulé « Déclaration préliminaire sur le droit d'autodétermination ». M. Angers conclut son discours en enjoignant aux délégués de procéder à l'adoption unanime d'une résolution qui affirme :
1. Les Canadiens-Français constituent une nation.
2. Le Québec constitue le territoire national et le milieu politique fondamental de cette nation.
3. La nation canadienne-française a le droit de disposer d'elle-même et de choisir librement le régime politique sous lequel elle entend vivre.

La résolution n'est pas adoptée à l'unanimité, mais tout de même à une très forte majorité. 98 % des délégués québécois votent en faveur de la résolution. 1 % seulement vote contre et 1 % s'abstient de voter. Dans les trois régions du Canada hors Québec, les résultats sont beaucoup plus partagés. 
Chez les délégués de l'Acadie, 52 % y sont favorables, 14 % sont contre et 34 % s'abstiennent. Les délégués de l'Ontario votent en faveur à 35 %, contre à 55 % et 10 % s'abstiennent. Dans l'Ouest, le vote diffère grandement d'une province à l'autre. Les délégués de la Colombie-Britannique votent en faveur à 59 %, ceux du Manitoba s'abstiennent à 74 %, ceux de la Saskatchewan et de l'Alberta votent contre à 63 % et 68 % respectivement.
En plus de la résolution préliminaire sur le droit à l'auto-détermination de la nation canadienne-française, les délégués des Assises nationales de 1967 votent sur 16 résolutions émanant des ateliers culturel, social, économique et politique. Deux sont rejetées sur le total, l'une portant sur la politique fiscale (C-2), l'autre sur la banque et la monnaie (C-5). Aucun vote n'est enregistré sur la question de l'arbitrage constitutionnel et l'organisation pénale (D-1).
| Résolution                               | Québec                      | Ontario                      | Acadie                       | Ouest                        |
| ---------------------------------------- | --------------------------- | ---------------------------- | ---------------------------- | ---------------------------- |
| L'enseignement et la recherche           | 97 % oui 1 % non 2 % abst.  | 86 % oui 5 % non 9 % abst.   | 80 % oui 2 % non 18 % abst.  | 88 % oui 6 % non 6 % abst.   |
| Le statut de la langue                   | 94 % oui 3 % non 3 % abst.  | 51 % oui 27 % non 22 % abst. | 77 % oui 11 % non 12 % abst. | 44 % oui 21 % non 35 % abst. |
| La radio et la radiodiffusion            | 90 % oui 7 % non 3 % abst.  | 26 % oui 59 % non 15 % abst. | 50 %oui 18 % non 32 % abst.  | 30 % oui 33 % non 37 % abst. |
| Les relations entre Canadiens-Français   | 96 % oui 2 % non 2 % abst.  | 93 % oui 7 % non 0 % abst.   | 91 %oui 0 % non 9 % abst.    | 74 % oui 1 % non 25 % abst.  |
| La législation sur le travail            | 83 % oui 10 % non 7 % abst. | 26 % oui 52 % non 22 % abst. | 31 %oui 31 % non 38 % abst.  | 27 % oui 26 % non 47 % abst. |
| Le peuplement et l'immigration           | 96 % oui 2 % non 2 % abst.  | 53 % oui 29 % non 18 % abst. | 48 %oui 29 % non 23 % abst.  | 46 % oui 24 % non 30 % abst. |
| La sécurité sociale et la santé          | 98 % oui 1 % non 1 % abst.  | 51 % oui 25 % non 24 % abst. | 55 %oui 13 % non 32 % abst.  | 54 % oui 17 % non 29 % abst. |
| La famille et la politique familiale     | 97 % oui 2 % non 1 % abst.  | 72 % oui 12 % non 16 % abst. | 79 %oui 0 % non 21 % abst.   | 64 % oui 3 % non 33 % abst.  |
| La législation financière et commerciale | 91 % oui 5 % non 4 % abst.  | 47 % oui 31 % non 22 % abst. | 55 %oui 14 % non 31 % abst.  | 29 % oui 16 % non 55 % abst. |
| Le développement économique              | 94 % oui 4 % non 2 % abst.  | 35 % oui 36 % non 29 % abst. | 58 %oui 10 % non 32 % abst.  | 27 % oui 33 % non 40 % abst. |
| La politique agricole                    | 98 % oui 1 % non 1 % abst.  | 82 % oui 9 % non 9 % abst.   | 69 % oui 10 % non 21 % abst. | 57 % oui 3 % non 40 % abst.  |
| L'intégrité du territoire                | 96 % oui 2 % non 2 % abst.  | 58 % oui 26 % non 16 % abst. | 62 %oui 6 % non 32 % abst.   | 33 % oui 23 % non 43 % abst. |
| Les pouvoirs indéfiniment extensibles    | 89 % oui 5 % non 6 % abst.  | 44 % oui 33 % non 23 % abst. | 34 %oui 5 % non 61 % abst.   | 20 % oui 36 % non 44 % abst. |
| Les relations internationales            | 93 % oui 5 % non 2 % abst.  | 73 % oui 18 % non 9 % abst.  | 64 %oui 23 % non 13 % abst.  | 39 % oui 30 % non 31 % abst. |